# Le Cri du hibou (film, 1987)
Pour les articles homonymes, voir Le Cri du hibou (homonymie).
Pour plus de détails, voir Fiche technique et Distribution.
Le Cri du hibou est un film français réalisé par Claude Chabrol, sorti en 1987.

## Synopsis
Après s'être séparé de sa femme, Robert arrive à Vichy où il va observer Juliette de son œil de dessinateur. Le fiancé de Juliette, Patrick, devient jaloux et agresse Robert qui devient le principal suspect quand Patrick vient à disparaître.

## Fiche technique
- Titre original : Le Cri du hibou
- Réalisation : Claude Chabrol
- Scénario : Claude Chabrol, Odile Barski, d'après le roman éponyme de Patricia Highsmith
- Décors : Jacques Leguillon
- Costumes : Magali Fustier-Dray, Dominique Morlotti
- Photographie : Jean Rabier
- Son : Jean-Bernard Thomasson
- Musique : Matthieu Chabrol, Luigi Ceccarelli
- Montage : Monique Fardoulis
- Production : Antonio Passalia
- Sociétés de production : Italfrance Films, TF1
- Société de distribution : United International Pictures
- Pays :  France
- Langue originale : français
- Format : couleur — 35 mm — 1,66:1 — son Mono
- Genre : Film dramatique, Film policier, Thriller
- Durée : 102 minutes (1 h 42)
- Dates de sortie : 
  - France : 28 octobre 1987

## Distribution
- Christophe Malavoy : Robert
- Mathilda May : Juliette
- Jacques Penot : Patrick
- Jean-Pierre Kalfon : le commissaire
- Virginie Thévenet : Véronique
- Patrice Kerbrat : Marcello
- Jean-Claude Lecas : Jacques
- Agnès Denèfle : Suzie
- Victor Garrivier : le médecin
- Jacques Brunet : le père
- Charles Millot : le directeur
- Yvette Petit : la voisine de Robert
- Dominique Zardi : le voisin de Robert
- Albert Dray, Henri Attal et Gérard Croce : les flics
- Nadine Hoffman : Josette
- Isabelle Charraix : Mme Tessier
- Gilles Dreu : M. Tessier
- Laurent Picaudon : un garçon
- Christian Bouvier : le maître d'hôtel

## Accueil
« Chabrol revenait, via l'adaptation d'un roman de Patricia Highsmith, à son inspiration hitchcockienne. Les rapports du normal et de l'anormal, de la fascination et de la folie, de l'amour et de la mort, le thème du faux coupable et l'ambiguïté psychologique propre à la romancière lui convenaient parfaitement. Pourtant, ce film déçoit. La première partie, où le voyeurisme de Robert est assimilé à l'indiscrétion fondamentale du cinéma, art du regard, est remarquable.[...] Mais, à partir du moment où se produisent des morts violentes, le suspense perd sa force psychopathologique au profit de scènes d'horreur tellement outrées qu'on se demande s'il faut les prendre au sérieux. »

— Jacques Siclier, Télérama, 5 juin 2010

## Récompenses et distinctions
César du meilleur espoir féminin pour Mathilda May